# Canuto Porse

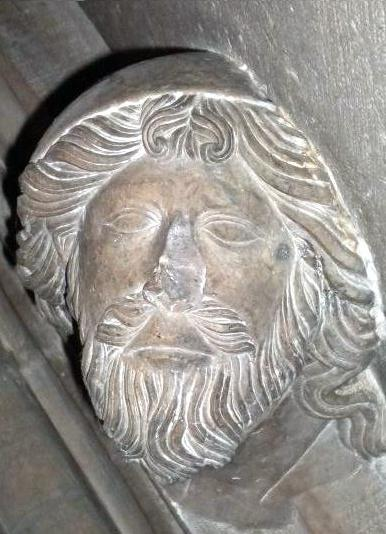
Volto di Canuto Porse alla cattedrale di Linköping.

Canuto Porse il Vecchio, in danese Knud Pedersen Porse (1280 circa – Copenaghen, 30 giugno 1330) è stato un nobile danese, amante e secondo marito della regina madre Ingeborg di Svezia.

## Biografia

### Origini e ascesa
Era figlio di Pietro Porse, uno dei nobili coinvolti nel 1286 nell'assassinio di re Eric V di Danimarca, per il quale lui e la sua famiglia vennero esiliati. I Porse si rifugiarono quindi alla corte norvegese, dove crebbe Canuto.
Divenne uomo di fiducia di re Haakon V di Norvegia e fece parte del seguito di sua figlia Ingeborg quando lei si trasferì in Svezia nel 1313 dopo il matrimonio col principe Erik Magnusson. Col tempo si guadagnò la fiducia della stessa Ingeborg, tanto che Canuto guidò le sue truppe quando lei entrò in guerra con re Birger di Svezia dopo l'assassinio del marito.

### Amante della regina
Con l'ascesa al trono svedese del figlio di Ingeborg, Magnus IV di Svezia, Canuto guadagnò potere e ricchezza, divenendo il favorito della regina e, in seguito, il suo amante. Entrato a far parte del concilio di reggenza, sostenne sempre le iniziative della regina e venne per questo ricompensato con numerose cariche, tra cui la magistratura a Varberg.
L'ingordigia lo portò a tentare un'invasione della Scania per estendere i propri domini, ma l'impresa fallì e a farne le spese fu Ingeborg, che venne estromessa dal concilio di reggenza, costringendo così Canuto ad un nuovo esilio per evitare ritorsioni. Riparato in Danimarca, si unì alla ribellione contro re Cristoforo II e, dopo la sua caduta nel 1326, approfittò del caos danese per rifarsi una posizione di potere.

### Matrimonio e morte
Nel 1327 si riunì con Ingeborg e la sposò. Dal loro matrimonio nacquero tre figli:
- Canuto Porse il Giovane (?-1350), duca di Halland, morto di peste;
- Haakon Porse (?-1350), duca di Halland, morto di peste;
- Birgitta Porse.

Per consolidare la sua posizione, la moglie gli concesse il ducato di Halland, mossa che fece alienare la già impopolare coppia dalla politica della Scandinavia. Nel 1329 Canuto riuscì a guadagnare anche il dominio dell'Estonia, ma non riuscì a goderselo, perché l'anno successivo venne assassinato a Copenaghen, forse vittima della vendetta di Cristoforo II, nel frattempo tornato al potere.